# Florian Koerner von Gustorf
Florian Koerner von Gustorf (né le 29 novembre 1963 à Darmstadt) est un producteur de cinéma et musicien allemand.

## Biographie
Florian Koerner von Gustorf est un membre fondateur et batteur du groupe berlinois Mutter. Au début des années 1990, Florian Koerner von Gustorf devient également responsable de la production et producteur de films. Il travaille pour des films de Christian Petzold, Angela Schanelec et Henner Winckler.
Il est également actif en tant qu'acteur. Il joue notamment le tueur en série Lothar Schramm dans Schramm de Jörg Buttgereit.

## Filmographie

### En tant qu'acteur
- 1989 : Für Axel (court métrage)
- 1991 : Nekromantik 2 – Die Rückkehr der liebenden Toten de Jörg Buttgereit
- 1993 : Schramm de Jörg Buttgereit

### En tant que réalisateur
- 2019 : Retour à Budapest (Was gewesen wäre)

### En tant que producteur
- 1992 : Nach einer Ewigkeit
- 1995 : Pilotinnen
- 1997 : East Side Story (documentaire)
- 1998 : Des places dans les villes
- 1998 : Die Beischlafdiebin (TV)
- 1999 : Drachenland (TV)
- 2000 : Contrôle d'identité
- 2002 : Mein langsames Leben
- 2004 : Klassenfahrt
- 2004 : En route (de)
- 2004 : Marseille
- 2005 : Fantômes
- 2006 : Lucy
- 2007 : Yella
- 2008 : Jerichow (de)
- 2009 : Dorfpunks
- 2010 : Im Schatten (de)
- 2011 : Dreileben – Etwas Besseres als den Tod (TV)
- 2011 : Looking for Simon
- 2011 : Unten Mitte Kinn
- 2012 : Barbara
- 2013 : Gold
- 2014 : Phoenix
- 2016 : Geschwister (de)
- 2017 : Bright Nights
- 2018 : Transit
- 2020 : Ondine
- 2023 : Le Ciel rouge (Roter Himmel) de Christian Petzold